# والینتون (بازیکن فوتبال)
والینتون (به پرتغالی: Welinton Souza Silva) مدافع اهل برزیل است که در شهر ریودو ژانیرو و در تاریخ ۱۰ آوریل ۱۹۸۹ به دنیا آمده‌است.
والینتون در تیم‌های فوتبال فلامینگو سابقهٔ حضور دارد.